# Incidente da Liga de Sangue

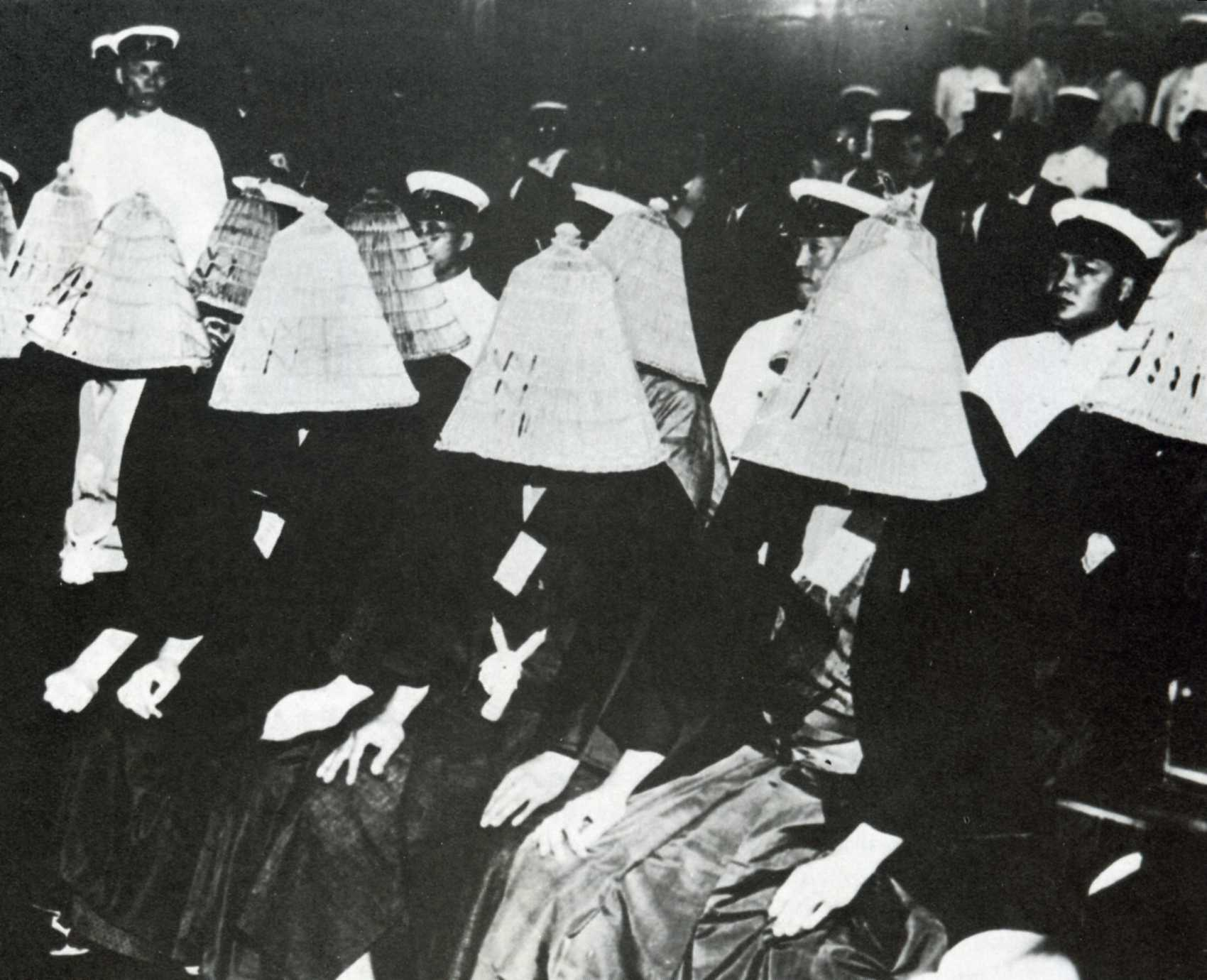
Os réus no julgamento pelos dois assassinatos.

Incidente da Liga de Sangue ou Complô da Liga da Irmandade de Sangue (血盟団事件, Ketsumeidan Jiken) foi uma conspiração organizada no início de 1932 no Império do Japão pela organização ultranacionalista Liga da Irmandade de Sangue (Ketsumeidan) que pretendia assassinar treze  ricos empresários e políticos liberais, embora só conseguisse matar dois: o ministro das Finanças e líder do partido Rikken Minseitō, Junnosuke Inoue, e o diretor da Mitsui, Dan Takuma.

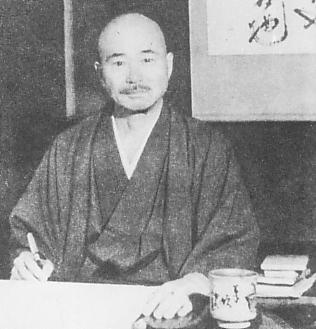
Nissho Inoue, fundador da Liga

O fundador da Liga de Sangue, o sacerdote budista nacionalista radical Nissho Inoue (1886-1967), foi condenado a quine anos de prisão.
O conspiração está  situada no contexto da série de assassinatos políticos perpetrados por civis, militares ultranacionalistas e militaristas japoneses durante a década de 1930 e cujo objetivo era liquidar os líderes políticos e econômicos considerados como um obstáculo para seus objetivos,  justificando-os como atos de patriotismo. O assassinato do primeiro-ministro do Japão Inukai Tsuyoshi em 15 de maio de 1932, perpetrado pouco depois dos ataques da Liga de Sangue, é considerado como "um momento decisivo no movimento japonês ao extremismo militarista, já que pôs fim ao  governo de partidos e impregnou o militarismo direitista tanto na política interna como externa."